# ريتشارد غريني (سياسي)
ريتشارد غريني (بالإنجليزية: Richard Greene)‏ هو سياسي أيرلندي، ولد في 1950. حزبياً، نشط في فيانا فايل.